# TVT (stacja telewizyjna)
Telewizja TVT – regionalna polskojęzyczna stacja telewizyjna skierowana dla mieszkańców Górnego Śląska. Nadawana z nadajników naziemnych oraz dostępna w sieciach kablowych (Broker, Orbisat, UPC i Vectra, sieć Leon, Jambox, Play i inne telewizje IPTV). Twórcami i pomysłodawcami TVT są: Jacek Stefaniak i Grzegorz Sypniewski. Redakcja mieści się w Rybniku przy ul. Rynek 1. Do 31 października 2013 telewizja retransmitowała program telewizji TVN.
Obecnie Telewizja TVT tworzy własną ramówkę z czego w godzinach 18:00-21:00 nadawany jest premierowy program, zaś od godz. 13:00 do 17:00 nadawana jest telesprzedaż. W TVT nadawana jest też śląska muzyka.
Analogowe nadajniki telewizji TVT znajdowały się na dachu zakładu przeróbczego KWK Chwałowice oraz na nieczynnym zbiorniku węgla surowego KWK Żory. Swoim zasięgiem obejmowały miejscowości takie jak: Czerwionka-Leszczyny, Jastrzębie-Zdrój, Pszów, Radlin, Rybnik, Rydułtowy, Wodzisław Śląski, Żory, gminy: Pawłowice, Suszec, Świerklany, Marklowice, Lyski, Gaszowice, Mszana. 
Od 20 grudnia 2013 program dostępny jest w emisji cyfrowej z multipleksu lokalnego (MUX L2), którego jest operatorem aktywnym. Ponadto w multipleksie nadawane są inne stacje komercyjne (aktualna lista w szablonie). 12 grudnia 2023 roku multipleks lokalny MUX L2 został przełączony do standardu DVB-T2/HEVC.
7 listopada 2023 r. TVT rozpoczął nadawanie w jakości HD w ramach multipleksu lokalnego MUX L2.
| Nadajniki analogowe                   | Kanał | Częstotliwość | Moc ERP nadajnika | Polaryzacja | Kierunkowość |
| ------------------------------------- | ----- | ------------- | ----------------- | ----------- | ------------ |
| TON Rybnik/Chwałowice (ul. 1 Maja 20) | 22    | 479,25 MHz    | 0,2 kW            | pozioma     | dookólna     |
| TON Żory (ul. Szybowa/ul. Węglowa 11) | 30    | 543,25 MHz    | 0,2 kW            | pozioma     | dookólna     |

| Nadajniki cyfrowe                                 | Kanał | Częstotliwość | Moc ERP nadajnika | Polaryzacja | Kierunkowość | Kompresja wizji |
| ------------------------------------------------- | ----- | ------------- | ----------------- | ----------- | ------------ | --------------- |
| TON Rybnik/Chwałowice (ul. 1 Maja 20)             | 47    | 682 MHz       | 10 kW             | pozioma     | dookólna     | H.265 HEVC      |
| TON Ornontowice/Komin KWK Budryk (ul. Zamkowa 10) | 47    | 682 MHz       | 2 kW              | pozioma     | dookólna     | H.265 HEVC      |

W cyfrowym zasięgu MUX L2 Telewizja TVT dociera do ponad 3,5 mln mieszkańców Górnego Śląska. 
Głównym programem informacyjnym TVT jest nadawany codziennie „Raport”. W ofercie programowej znajduje się również niedzielny program po śląsku „Niedziela po naszymu”. Oprócz informacji w TVT znajduje się również sport, prognoza pogody, programy publicystyczne oraz codziennie propozycje do „Listy Szlagierów po Śląsku”. Najbardziej kontrowersyjnym programem w TVT jest sobotnia audycja „Raport tygodnia”, w którym prowadzący wytykają potknięcia lokalnej władzy.